# Batalla de Landriano
La batalla de Landriano, que tuvo lugar el 21 de junio de 1529, durante la Guerra de la Liga de Cognac (una de las llamadas Guerras de Italia), significó el final de las ambiciones de Francisco I de Francia por rivalizar por el dominio del norte de Italia con Carlos I de España y V del Sacro Imperio Romano Germánico. Este ya había sido elegido emperador (con el nombre de Carlos V) pero aún no había sido coronado por el Papa, que lo hizo en Bolonia entre el 22 y el 24 de febrero de 1530, tras esta victoria y el tratado de Barcelona (29 de junio de 1529). Con Francia fue firmado la Paz de Cambrai (5 de agosto de 1529).
La batalla decisiva que produjo la total derrota francesa tuvo lugar en Landriano (localidad lombarda cercana a Pavía, que en 1525 había dado nombre a una batalla anterior en que fue apresado el propio Francisco I). El hecho militar esencial consistió en que las tropas de refresco francesas al mando de Francisco I de Saint-Pol, fueron interceptadas y neutralizadas por el ejército imperial dirigido por Antonio de Leyva.

## Trasfondo
Clave para entender la derrota francesa había sido la previa deserción del genovés Andrea Doria, que se pasó al bando imperial, y a través de su sobrino Filippino Doria ayudó a la ruptura del sitio francés de Nápoles (1528), a lo que contribuyó también la peste que diezmó a los sitiadores franceses, entre ellos los generales Odet de Foix, Pedro Navarro y Carlos de Navarra. 

## Batalla
Al amanecer del 21 de junio, tras cuatro días acampado en Landriano, el ejército francés comenzó a cruzar el río Lambro. Sin embargo, cuando sólo había pasado la vanguardia, formada por 2000 infantes y comandada por Guido Rangoni, 600 jinetes imperiales de Milán atacaron la retaguardia. Al salir la caballería francesa y sus lansquenetes a por ellos, los milaneses llevaron a cabo una retirada fingida y les guiaron hacia donde 1000 arcabuceros españoles se habían emboscado. Tomados por sorpresa por el fuego español, los franceses trataron de retirarse, pero los lansquenetes obstruían el paso a la caballería, provocando un caos total. En medio de la melé, los imperiales capturaron a casi todos los comandantes franceses, incluyendo a Saint-Pol, Rangoni (que resultó herido de un lanzazo), Giangirolamo Castiglioni y Alessandro Gonzaga. Después de acabar con la retaguardia, los imperiales avanzaron contra el cuerpo del ejército francés, que no había cruzado aún el río, y lo derrotaron también. Toda la artillería y el tren de bagajes cayeron en manos enemigas y sólo algunas tropas consiguieron huir y refugiarse en Pavía.

## Consecuencias
Las hostilidades continuaron, aunque sin intervención francesa, con la intervención de las tropas imperiales, lideradas por Filiberto de Chalon, Príncipe de Orange, contra Florencia, derrotada en la batalla de Gavinana (3 de agosto de 1530).